# Cobitis vettonica
Cobitis vettonica és una espècie de peix de la família dels cobítids i de l'ordre dels cipriniformes.

## Morfologia
- Els mascles poden assolir 6 cm de llargària total i les femelles 9.[4]

## Reproducció
És ovípar i fresa entre abril i juny.

## Hàbitat
Viu en zones de clima temperat.

## Distribució geogràfica
Es troba a l'Estat espanyol.